# Olga Andreyévna Románova
Olga Andreyévna Románovskaya (Londres, 8 de abril de 1950) es una princesa rusa, descendiente de la Dinastía Romanov. Actualmente es la presidenta de la Asociación de la Familia Románov. 

## Biografía
La princesa Olga es la hija menor del príncipe imperial, Andrei Alexandrovich de Rusia y la única nacida de su segundo matrimonio en 1942, con Nadine Sylvia Ada McDougall (1908–2000). Su padre era el hijo del Gran Duque Alejandro Mijáilovich Románov, que pertenecía a una rama de cadetes de los Romanov, y su esposa la Gran Duquesa Xenia Románova, hermana del zar Nicolás II. Olga Andreyévna prefiere utilizar como apellido, 'Romanoff', que es la traducción al inglés de 'Romanova', la forma femenina del apellido en ruso. Antes del matrimonio, era conocida por el título y el nombre de "Princesa Olga Andreyévna Romanoff"  pero no usa un título actualmente.
Fue educada en el country house de su madre en Inglaterra por tutores privados, su padre exiliado le contó sobre la trágica herencia imperial de su familia en la Rusia prerrevolucionaria. Se unió a la Asociación de la Familia Románov (RFA) en 1980 y, junto con otros miembros, asistió al entierro del emperador y de la emperatriz rusa en San Petersburgo en 1998. El 3 de diciembre de 2017, casi un año después de la muerte del príncipe Demetrio Románovich Románov en el último día de 2016, fue elegida presidenta de la RFA. En el ínterin, el descendiente el príncipe Andrés Andréyevich Románov (n. 1923), fue elegido Presidente Honorario de la asociación. Olga tuvo la intención de regresar para el memorial del centenario en 2018,  en el que, sin embargo, Paul Kulikovsky, bisnieto de la Gran Duquesa Olga Aleksándrovna Románova, y un contingente de otros descendientes de Romanov representaron la RFA.
Actualmente reside en Provender House en la aldea de Provender, cerca de Faversham en Kent,  donde ha restaurado la mansión del siglo XIII y la abrió a los turistas. Al haber heredado la antigua mansión en el 2000, recaudó el dinero para restaurarla mediante la venta de los objetos prerrevolucionarios de su padre, la mayoría de los cuales habían sido vendidos a la familia real británica.
En 2005, participó en Australian Princess (un reality show) dando consejos a los competidores.  Durante una entrevista en el documental "The Royal House of Windsor" de la cadena de televisión británica, Channel 4, reveló que, contrariamente a la suposición prevaleciente, el abandono por parte de los británicos del zar Nicolás II, su esposa e hijos a los bolcheviques durante la revolución rusa no se debió a la insensibilidad del gobierno británico de la época, pero ante la reticencia de su primo tímido, el rey Jorge V.
En 2017 publicó una memoria, Princess Olga, A Wild and Barefoot Romanov.

## Matrimonio y descendencia
Fue considerada una posible candidata para su primo tercero, Carlos, Príncipe de Gales,  sin embargo se casó con Thomas Mathew (n. 8 de julio de 1945), hijo de Francis Mathew, exgerente de The Times, contrajo nupcias en la Catedral Ortodoxa de la Asunción y en el Oratorio de Brompton el 1 de octubre de 1975.   Él es miembro de la nobleza irlandesa, también tuvo residencias en South Kensington y en las cercanías de Hatchlands Park en Surrey.  Se divorciaron en 1989, habiendo tenido los siguientes hijosː 
- Nicholas Mathew (n. 6 de diciembre de 1976);[10] se casó con Judith Aird Stanely, tuvieron tres hijos: Thomas (n. 2004) Lucy (n. 2006) Isabella Florence (n. 2011).
- Francis-Alexander Mathew (n.  20 de septiembre de 1979));[11] fotógrafo independiente.[12] Fue, en 2012 concursante en la versión de Ucrania de The Bachelor.[13]
- Alexandra Mathew (n. 20 de abril de 1981)[10]
- Thomas Mathew (27 de noviembre de 1987 - 20 de abril de 1989)[10]

## Título y estilos
- Olga Andreyévna Románova [14]